# Jean-Jacques Perrey
Jean-Jacques Perrey, eredeti nevén Jean Leroy (Rosières-en-Santerre, 1929. január 20. – Lausanne, 2016. november 4.) francia zeneszerző, zenész, az elektronikus zene úttörője.
Leroy gyermekként kezdett zenélni: első hangszere egy tangóharmonika volt, amelyet karácsonyra kapott négy évesen. Iskolás korában Jean-Jacques Perrey Quartet néven együttest alapított. Később felvette a Jean-Jacques Perrey művésznevet, és ezt használta szólóelőadóként egész életében. Fiatal korában rajongója volt a tudományos-fantasztikus irodalomnak: szívesen olvasta Isaac Asimov, Aldous Huxley, Arthur C. Clarke és Ray Bradbury műveit. Ez az érdeklődés vezette el az elektronikus zenéhez.
Mindössze két hónapig folytatott formális zenei tanulmányokat, azután eltanácsolták a konzervatóriumból, mert megszegte a diákok nyilvános fellépését tiltó szabályt. Ezután orvosi egyetemre iratkozott be, de 1953-ban félbehagyta a tanulmányait, miután megismerkedett Georges Jennyvel, aki Ondioline néven korai szintetizátort fejlesztett ki. Perrey Jenny európai képviselője lett, és a kontinens különböző országaiban népszerűsítette az új hangszert. Jean Cocteau tanácsára az Egyesült Államokba utazott, ahol különböző rádió- és televízióműsorokban mutatta be az Ondioline-t.
Perrey a konkrét zenei irányzat képviselője volt. Az 1960-as években az elsők között használt Moog-szintetizátort. Nevezetes munkája Rimszkij-Korszakov Dongójának (közjáték a Mese Szaltán cárról című operában) feldolgozása, amelyet igazi méhek felvett – és elektronikusan áthangolt – zümmögéséből állított össze, mintegy 46 órányi munkával.
Perrey 2016. november 4-én halt meg a svájci Lausanne-ban, tüdőrák következtében.